# بيفرلي ماكدونالد
بيفرلي ماكدونالد (بالإنجليزية: Beverly McDonald) هي عدائة مسافات قصيرة جامايكية ولدت في يوم 15 فبراير 1970 في سانت ماري باريش في جامايكا، أبرز إنجازاتها كان فوزها بالميدالية الذهبية مع فريقها في سباق 4×100 متر في دورة الألعاب الأولمبية الصيفية 2004 في أثينا، كما فازت بالميدالية الفضية مع الفريق في دورة الألعاب الأولمبية الصيفية 2000 في سيدني، وعلى الصعيد الفردي تمكنت من الفوز بالميدالية البرونزية في سباق 200 متر بنفس الدورة، في بطولات العالم تمكنت من إحراز الميدالية الذهبية في بطولة العالم لألعاب القوى 1991 في طوكيو في سباق 4×100 متر وبالميدالية الفضية في بطولة العالم لألعاب القوى 1995 في غوتنبرغ في السويد وبطولة العالم لألعاب القوى 1997 في أثينا وبالميدالية البرونزية في بطولة العالم لألعاب القوى 1999 في إشبيلية وبطولة العالم لألعاب القوى 2001 في إدمونتون في كندا، كما فازت بالميدالية الفضية في سباق 200 متر في بطولة العالم لألعاب القوى 1999 في إشبيلية، أفضل رقم شخصي لها في 200 متر هو 22.22 ثانية وألذي سجلته في سنة 1999 و 10.99 ثانية في 100 متر وألذي سجلته في سنة 1998. بيفرلي هي شقيقة العداء مايكل ماكدونالد.

## روابط خارجية
- بيفرلي ماكدونالد على موقع الاتحاد الدولي لألعاب القوى (الإنجليزية)
- بيفرلي ماكدونالد على موقع اللجنة الأولمبية الدولية (الإنجليزية)
- بيفرلي ماكدونالد على موقع أوليمبيديا (الإنجليزية)
- بيفرلي ماكدونالد على موقع اتحاد ألعاب الكومنولث (مؤرشف) (الإنجليزية)